# Khvājeh Deh
Khvājeh Deh (persiska: خواجه ده) är en ort i Iran.   Den ligger i provinsen Östazarbaijan, i den nordvästra delen av landet, 400 km nordväst om huvudstaden Teheran. Khvājeh Deh ligger 1 426 meter över havet och antalet invånare är 191.
Terrängen runt Khvājeh Deh är kuperad åt nordost, men åt sydväst är den platt. Terrängen runt Khvājeh Deh sluttar söderut. Runt Khvājeh Deh är det ganska glesbefolkat, med 40 invånare per kvadratkilometer. Närmaste större samhälle är Tark, 12,0 km öster om Khvājeh Deh. Trakten runt Khvājeh Deh består i huvudsak av gräsmarker.